# Ингелебен
Ингелебен (њем. Ingeleben) општина је у њемачкој савезној држави Доња Саксонија. Једно је од 26 општинских средишта округа Хелмштет. Према процјени из 2010. у општини је живјело 416 становника. Посједује регионалну шифру (AGS) 3154011.

## Географски и демографски подаци
Ингелебен се налази у савезној држави Доња Саксонија у округу Хелмштет. Општина се налази на надморској висини од 115 метара. Површина општине износи 9,1 km². У самом мјесту је, према процјени из 2010. године, живјело 416 становника. Просјечна густина становништва износи 46 становника/km².